# Dolomitització

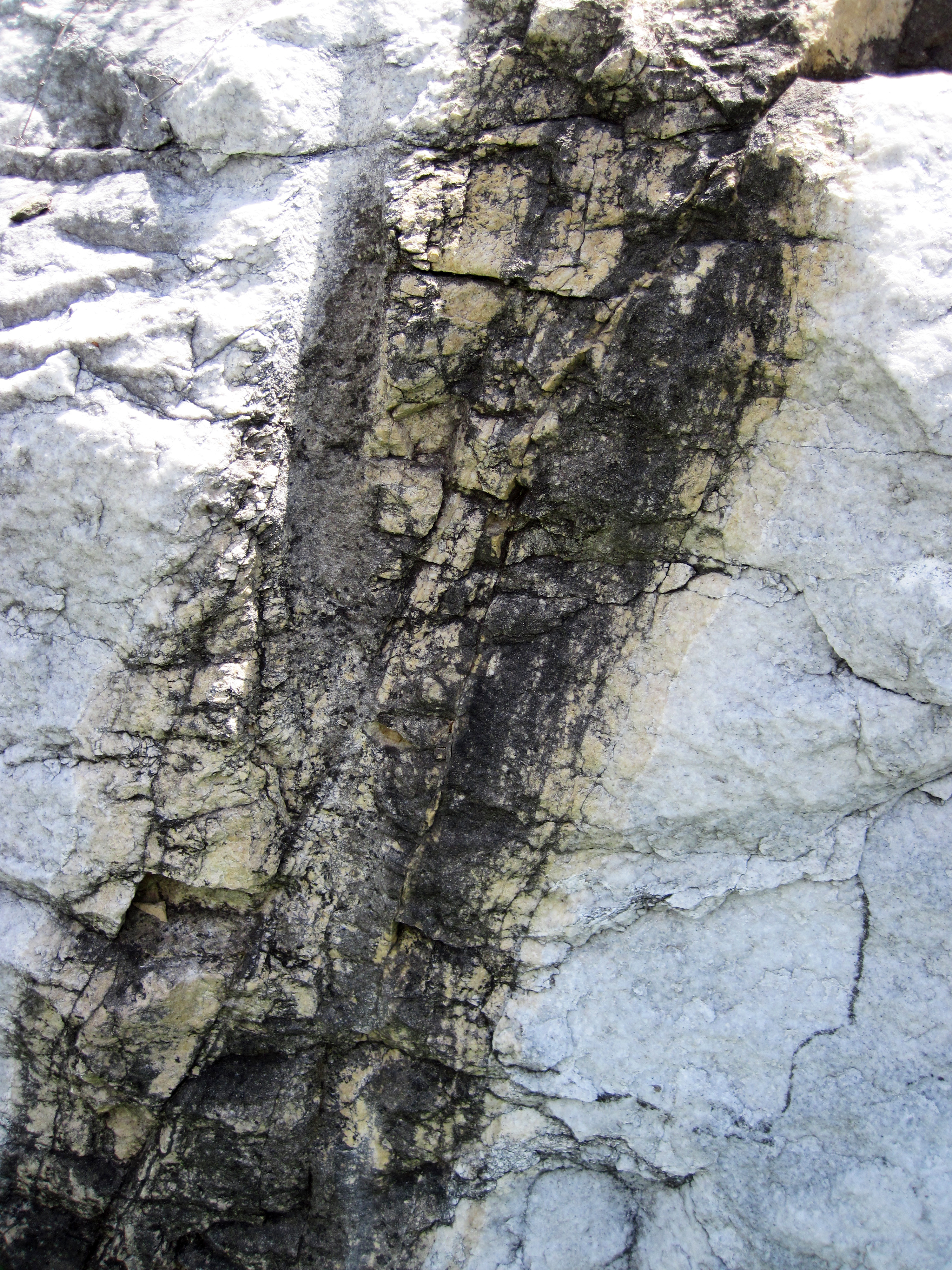
Procés de creació de dolomines. Estat de Nova York.

La dolomitització és el procés geològic pel qual les roques calcàries es transformen en dolomies, ja sigui totalment o parcial. Aquest procés suposa una recristal·lització a gran escala on el magnesi reemplaça el calci en l'estructura de la calcita; aquest procés segueix la següent equació estequiomètrica:
2CaCO3(calcita) + Mg2+ ↔ CaMg(CO₃)2(dolomita) + Ca2+
Malgrat que la dolomita és un mineral que pot precipitar directament a partir de fluids, el procés de formació més habitual és la dolomitització, és a dir, el reemplaçament de la calcita. Aquesta substitució sol ser contemporània a la formació del sediment, o bé té lloc poc després al fons marí; també és possible que es produeixi durant l'evaporació de l'aigua en zones de sabkha.

## Textures
La dolomitització suposa una recristal·lització a gran escala; el resultat final d'aquesta substitució sol ser una textura granoblàstica consistent en un mosaic de cristalls de dolomita de dimensions mitjanes a grosses, la majoria dels quals, idiomòrfics, amb el típic hàbit de rombe.

## Ambients
La dolomitització depèn d'algunes condicions específiques com ara que la solució presenti una ràtio Ca:Mg baixa, una àrea de superfície reactiva, la mineralogia d'aquesta superfície, altes temperatures que impliquin l'estabilitat termodinàmica del sistema o la presència d'inhibidors cinètics com ara els sulfats.
Si els inhibidors cinètics i les altes temperatures són compatibles, la dolomitització pot desenvolupar-se en ambients salins per sota de la saturació cinètica i termodinàmica de la dolomita. Aquest tipus d'ambients inclouen zones d'aiguabarreig entre aigua dolça i salada, ambients mareals des de hipersalins fins a salinitats normals, ambients hipersalins supramareals, etc. Quan tots aquests requeriments s'acompleixen, la dolomitització pot tenir lloc en ambients alcalins que poden trobar-se sota la influència de bacteris reductors i processos de fermentació.